# Hermann Senf
Hermann Senf (* 4. August 1878 in Naunhof; † 1. Mai 1979 in Frankfurt am Main; vollständiger Name: Hermann Ernst Senf) war ein deutscher Architekt. Er gilt als „Baumeister des alten Frankfurt am Main“.

## Leben
Senf besuchte zunächst von 1896 bis 1900 die Baugewerkschule in Leipzig. Im Jahre 1902 nahm er ein Studium an der Technischen Hochschule München auf, das er nach zwei Jahren an der Technischen Hochschule Dresden fortsetzte. Noch als Student gewann er den Wettbewerb um die Neugestaltung der Frankfurter Altstadt. Infolgedessen zog er nach Frankfurt am Main, um sich dort als selbständiger Architekt niederzulassen. Dort wohnte er bis 1938 im Haus an der Ecke zum Römerberg, dann zog er ins Schopenhauerhaus um. Nach dem Zweiten Weltkrieg bewohnte er ein Haus in der wiederaufgebauten Fahrgasse.
Bereits 1924 regte er mit einer Zeichnung die Durchführung von Freilichtspielen auf dem Römerberg an, die schließlich acht Jahre später als Römerbergfestspiele erstmals veranstaltet wurden. Im Nebbienschen Gartenhaus wurde seinem künstlerischen Schaffen 1969 eine Ausstellung gewidmet, die auch Gemälde und Grafiken umfasste. Mit verschiedenen Entwürfen setzte sich Senf nach dem Krieg für den Wiederaufbau der Alten Oper ein. Den Baubeginn durfte er noch erleben, er starb einige Monate danach im Alter von hundert Jahren. Seinen Nachlass beherbergt heute das Institut für Stadtgeschichte in Frankfurt am Main.

## Werk
Zwischen 1906 und 1926 konzipierte Senf zahlreiche Wohn- und Geschäftshäuser in der neu angelegten Braubachstraße, die teilweise Anklänge beim Expressionismus erkennen lassen. Einige dieser Gebäude entstanden in  Zusammenarbeit mit Clemens Musch und Franz Roeckle. Heute sind noch die Häuser Nr. 10, 12, 14–16 und 33 erhalten, das Haus in der Braubachstraße 15 musste 1972 dem Technischen Rathaus weichen.
Zu Senfs weiteren Bauten aus dieser Zeit zählen das Verwaltungsgebäude der Nassauischen Baugewerks-Berufsgenossenschaft in der Weißfrauenstraße 10 (1908–1909), die Bierhalle „Zum Riederhof“ der Binding-Brauerei in der Hanauer Landstraße sowie deren Wohn- und Geschäftshaus in der Ostendstraße (1912).
1910 beteiligte sich Senf neben 46 weiteren Frankfurter Architekten an einem Wettbewerb zur Gestaltung des Molenturms im Frankfurter Osthafen. Der Siegerentwurf von Carl Friedrich Wilhelm Leonhardt wurde, wahrscheinlich wegen des Ersten Weltkrieges nicht ausgeführt, obwohl Mittel für die Detailplanung und die Bauausführung im Jahre 1912 von Magistrat und der Stadtverordnetenversammlung genehmigt wurden.
Im Jahre 1928 entstand in Zusammenarbeit mit dem Bildhauer Paul Seiler ein Ehrenmal für die Gefallenen des Ersten Weltkrieges auf dem Frankfurter Hauptfriedhof sowie 1937 ein Ehrenmal für die Gefallenen der Frankfurter Stadtteile Höchst und Nied an der Niddamündung in den Main auf der Wörthspitze. Das Ehrenmal auf der Wörthspitze wurde 1965 abgetragen.
Als sein wichtigstes Werk wird die Mitte der 1930er Jahre erbaute Freilichtbühne Loreley angesehen. 1936 wurde er beauftragt, den Saal des Theaters in der Junghofstraße zu modernisieren.